# Балийска мейна
Балийската мейна (Leucopsar rothschildi) е вид птица от семейство Скорецови (Sturnidae), единствен представител на род Leucopsar. Видът е критично застрашен от изчезване.

## Разпространение и местообитание
Разпространен е в Индонезия.